# 城宝寺 (田原市)

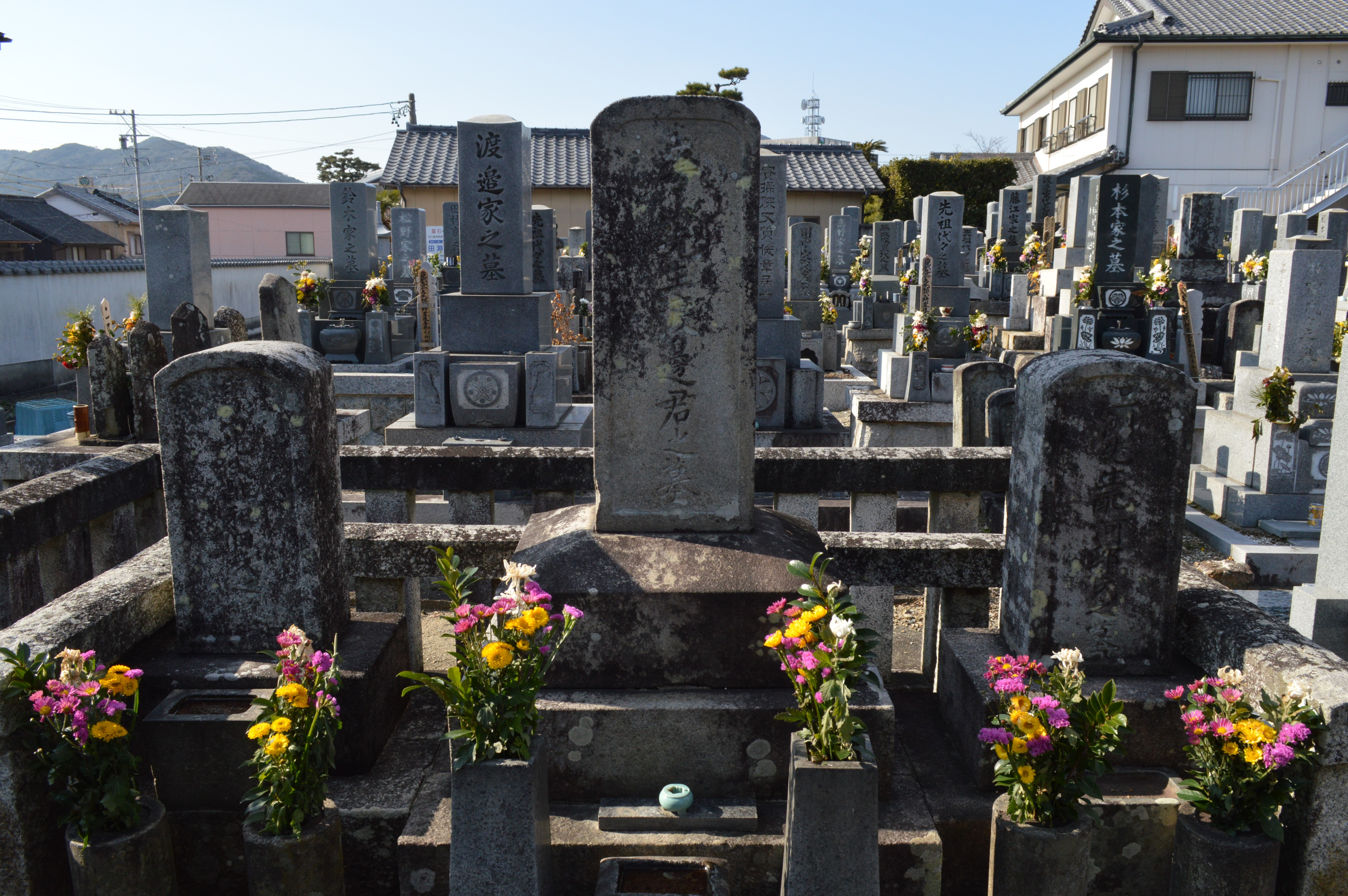
渡辺崋山の墓

城宝寺（じょうほうじ）は、愛知県田原市田原町稗田にある浄土宗の寺院。山号は弁天山。東海七福神のひとつ、弁財天が祀られている。

## 概要
城宝寺は豊橋鉄道渥美線 三河田原駅近くに所在する。
田原城城下町の南端は寺院が4軒並んでおり、城宝寺はそのうち最も東に位置する。この4軒の寺院は、外敵の侵入させないために兵を駐屯できるよう設けられたと考えられている。
城宝寺の寺伝は、空海（弘法大師）によって弘仁2年（811年）に開創されたものとしている。かつては高杉山幸徳寺と称していた。応永2年（1395年）5月に讃誉空山上人が浄土宗へと改宗、幸徳法印によって、応永5年（1398年）に創立された。永禄7年（1564年）8月家康当初の元城鎮護の寺として城宝と改称し、空山上人を開山とした。
渡辺崋山の墓所として知られており、境内には崋山の句碑、「見よや春　大地も享す　地虫さへ」が立っている。これは崋山が26歳のとき、藩政に関する改革意見書を上申するも、棄却され、その無念さを詠んだ句である。
渥美半島最大の古墳である城宝寺古墳が、山門の右手にある。愛知県の史跡に指定されている。円墳に分類され、6世紀末につくられた横穴式石室を持つ。玄室は、長さ6.4メートル・幅2.4メートルで、羨道は長さ2.3メートル・幅1.2メートルである。